# Trish Daviesová
Patricia Joan „Trish“ Daviesová (* 5. prosince 1956) je bývalá zimbabwská pozemní hokejistka, členka týmu, který v roce 1980 na olympijských hrách v Moskvě vybojoval zlaté medaile.